# Thorvald Kortbæk
 Der er for få eller ingen kildehenvisninger i denne artikel, hvilket er et problem. Du kan hjælpe ved at angive troværdige kilder til de påstande, som fremføres i artiklen.

Thorvald Kortbæk (født 30. januar 1922 i Vester Jølby på Mors, død 4. maj 2012 i København) var en dansk grosserer.

## Uddannelse og karriere
Kortbæk tog Højere Handelseksamen fra Niels Brock i 1952 og var fra 1952 til 1958 kontorchef i Adolf Holstebroe & Co. Eftf A/S.
I 1958 løste han grossererborgerskab og overtog engrosfirmaet Louis Mølholm efter ingeniør Frederik Theodor Louis Mølholm. Firmaet blev omdannet til aktieselskab i 1964.
Kortbæk var fra 1976 til 1986 formand for Danmarks Agentforening. Han var medlem af Grosserer-Societetets komite fra 1967 til 1987 og var i de sidste syv år som komiteens næstformand.
Kortbæk bestred hvervet som dommer i Sø- og Handelsretten fra 1979 til 1992 samt siddet i bestyrelsen og forretningsudvalget for Topdanmark-koncernen i perioden fra 1980 til 1996.
I perioden fra 1978 til 2000 var Kortbæk formand for først Købmandsskolen og siden 1991 efter en rekonstruktion og navneændring for Niels Brock Copenhagen Business College. Han sad også i samme periode i bestyrelsen for og senere som æresmedlem af Foreningen for Unge Handelsmænds Uddannelse nu Danish Society for Education and Business.
I 1986 købte han agenturfirmaet C J Holm, der var grundlagt i 1887 af grosserer Erik Bjørn, og drev firmaet til sin død i 2012. Sønnen, Frederik Kortbæk, videreførte firmaet C J Holm.
Kortbæk har været medlem af bestyrelsen for en række fonde og legater - blandt andet Reinholdt W Jorck og hustrus Fond, Thorvald Jensen og Sten Ugges Mindelegat samt Einar Wilslevs Fond.

## Hæder og ære
Kortbæk modtog i 1981 Ridderkorset af Finlands Løves Orden Arkiveret 4. marts 2016 hos  Wayback Machine af 1. klasse og blev ridder af Dannebrogordenen i 1982.
Niels Brocks ejendom på Nørre Voldgade 28-34 i København er opkaldt efter Kortbæk og hedder "Thorvald Kortbæks Hus".

## Privatliv
Kortbæk var gift med Renate Ella Alice Buchardt (1918-2010), som var datter af Oberlandesrichter og Dr. jur. Reinhold Buchardt.

## Død
Kortvæk er stedt til hvile i Sankt Petri Kirkes kolumbarium i København.